# Phodopus
Os hamsters-anões formam um grupo de pequenos hamsters do género Phodopus, que usualmente inclui o Hamster-chinês, o qual apesar de não pertencer a este género é comumente referido como hamster-anão também.

## Características
Apesar de mais limitados na diversidade de colorações que o Hamster Sírio, os hamsters anões são uma alternativa para quem prefira um hamster menor e sociável. Contudo, estes hamsters obrigam os donos a manterem contacto frequente e terno para continuarem amigáveis.
O Hamster-anão-russo-siberiano e o Hamster-anão-russo-de-campbell vivem normalmente de 1,5 a 2,5 anos e crescem aproximadamente até aos 8 a 10 cm. O Hamster-chinês pode viver de 2,5 a 3 anos e atinge os 10 a 12 cm de comprimento. O Hamster-anão-de-roborovski é o menor, crescendo até atingir entre 4 e 5 cm e vivendo 3 a 3,5 anos.